# Impasse du Maroc
L'impasse du Maroc est une voie située dans le quartier de la Villette du 19e arrondissement de Paris en France.

## Situation et accès
L'accès à l'impasse du Maroc en passant par la place du Maroc. Comme son nom l'indique c'est une impasse, de ce fait l'accès se fait uniquement dans un sens et par une seule rue.
Juste à côté de cette impasse se trouve entre le Jardin d'Eole et le Jardin Luc-Hoffmann et est à quelques minutes à pied des quais de Seine.

## Origine du nom

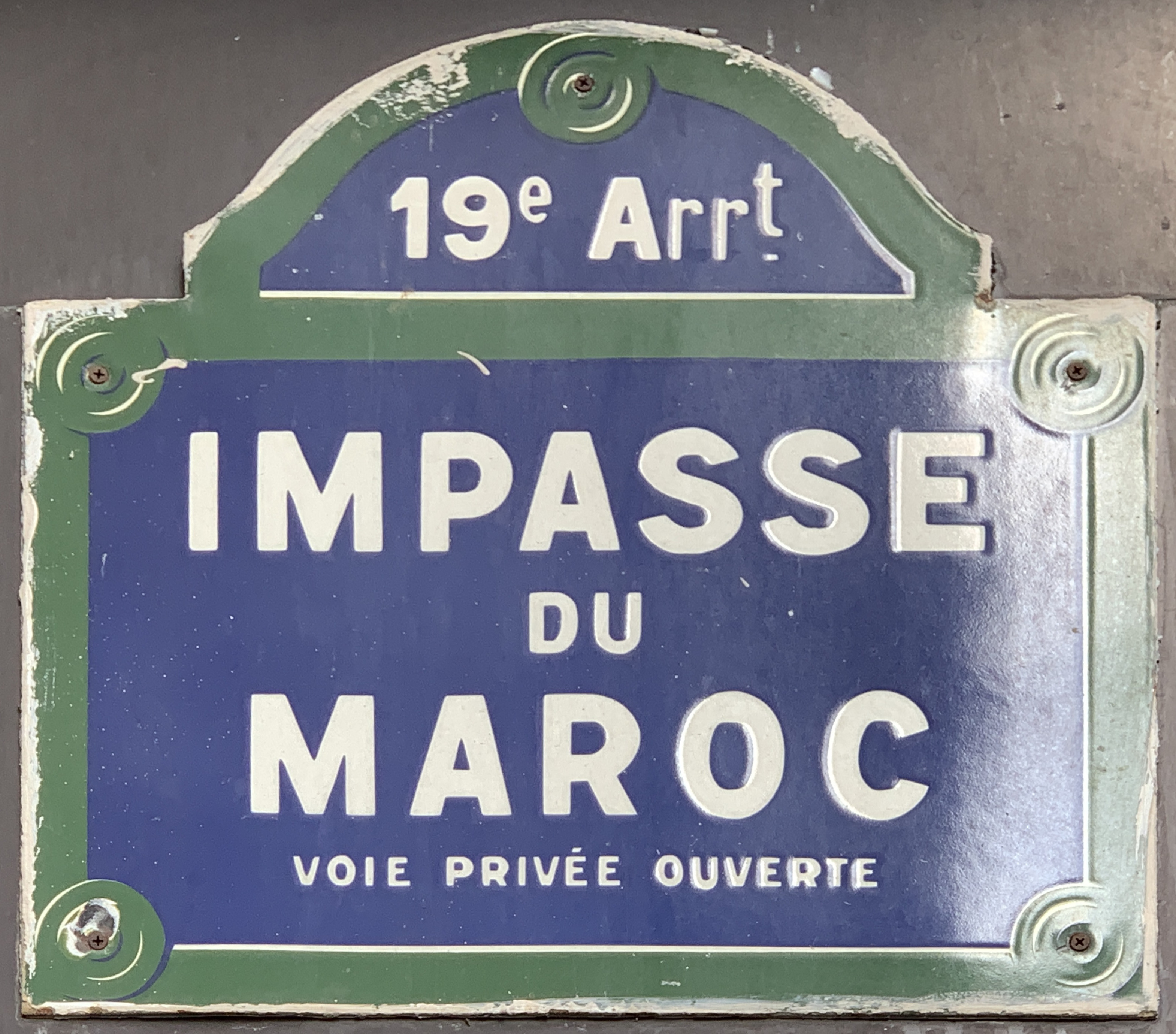
Plaque de l'impasse.

Elle porte le nom de l'État d'Afrique le Maroc, en raison de sa proximité avec la rue du Maroc, en souvenir des campagnes françaises en Afrique du Nord et du protectorat obtenu sur ce territoire.

## Historique
Cette voie est classée dans la voirie parisienne par un arrêté municipal du 24 novembre 1992.

## Bâtiments remarquables et lieux de mémoire
- Jean Echenoz, dans son roman Nous trois (1992), situe une partie de son intrigue dans l'impasse au bout de laquelle vit Louis Meyer, l'un des trois personnages centraux du livre[3].
- Durant l'occupation allemande, le no 2 était une « planque » d'Ephraïm Lipcer dit Maroc, alors membre de la MOI. Cette adresse avait été localisée, lors de la seconde filature, par les inspecteurs des brigades spéciales le 22 avril 1943[4].